# تل السامرة
تل السامرة أو تل شمرون حسب التسمية التوراتية، يقع التل في فلسطين على بعد حوالي 13 كيلو متر إلى الشمال الشرقي من تل المتسلم. تبلغ مساحته حوالي 20 هكتار. الموقع لم يحفر بعد، ولكن المسوحات الاثرية التي اجريت فيه تشير إلى انه كان مأهولا بالسكان خلال المراحل الثلاث الأولى من العصر البرونزي القديم.